# Lac Tõhela
Le lac Tõhela (en estonien : Tõhela järv) est un lac dans le comté de Pärnu en Estonie,.

## Géographie
Le lac Tõhela est situé dans la partie nord-ouest du comté de Pärnu, au nord de la ville de Pärnu. 
Prenant source dans la partie nord-ouest du lac, la rivière Paadrema (et) est l'émissaire du lac.
La superficie du lac Tõhela est de 407 hectares et sa profondeur moyenne est de 1,3 mètres. 
Il a une longueur de 3 kilomètres et une largeur est de 2 kilomètres.
La profondeur du lac augmente fortement à partir de la rive ouest et son fond y est boueux. 
Dans la partie orientale, le lac Tõhela est peu profond et son fond est sablonneux. 
Les rives est et nord sont argileuses, les rives ouest et sud couvertes de sédiments marécageux.
Le lac Tõhela était un terrain d'entraînement pour l'armée russe de 1946 à 1948. 
Depuis cette époque, des bombes et des obus sont restés dans la boue du fond du lac.
Les rives orientales du lac Tõhela sont sablonneuses et propices à la baignade.